# Oskar von Chelius

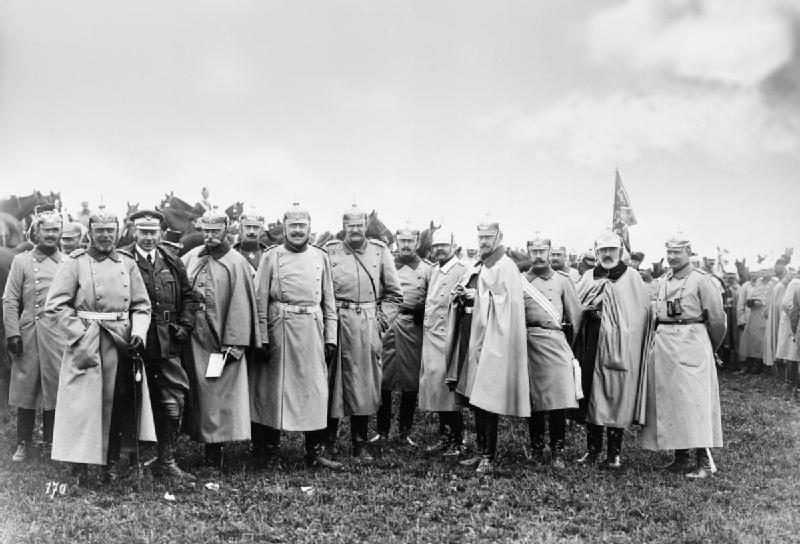
Oskar von Chelius (1. Reihe dritter von rechts) beim Kaisermanöver 1905

Oskar Philipp von Chelius; auch Oscar von Chelius; (* 28. Juli 1859 in Mannheim; † 12. Juni 1923 in München) war ein preußischer Generalleutnant sowie Generaladjutant Wilhelm II., Militärattaché und Komponist.

## Leben
Oskar von Chelius war der älteste Sohn des Juristen und badischen Geheimen Rates Philipp von Chelius (1820–1911) und seiner aus Hamburg stammenden Gattin Harriet, geborene Parish (1834–1864). Sein jüngerer Bruder Richard war Oberhofmeister der Großherzogin Luise von Baden. Beide waren Enkel des Heidelberger Chirurgen Maximilian Joseph von Chelius.
Oskar von Chelius besuchte zuerst das Gymnasium seiner Vaterstadt Mannheim, dann Schulen in Heidelberg und Kassel, schließlich 1880/81 die Univ. Leipzig. Nach dem Besuch des Gymnasiums in Mannheim, Heidelberg und Kassel sowie dem Abitur 1879 studierte Chelius 1880/81 an der Universität Leipzig. Als Musiker genoss er Unterricht unter anderem bei Emil Steinbach (1849–1923) in Mannheim, K. Reiß in Kassel und Salomon Jadassohn in Leipzig. Den wohl größten künstlerischen Einfluss auf Chelius’ praktisches Schaffen übte jedoch das Werk Richard Wagners aus. Seine Verehrung für den Bayreuther Meister dokumentiert sich unter anderem in dem Umstand, dass Chelius zu den bedeutendsten Förderern des Wagnerschen Werkes im Kaiserreich zählte: so beteiligte er sich in den 1880er Jahren an der Gründung des Wagner-Vereins in Potsdam und fungierte später als Verbindungsmann des Kaisers zum Wagner-Schwiegersohn Houston Stewart Chamberlain.
Chelius schlug jedoch nicht eine Karriere als Komponist ein. Stattdessen trat er 1. Oktober 1881 in das 3. Badische Dragoner-Regiment „Prinz Karl“ Nr. 22 der Preußischen Armee ein, um Berufsoffizier zu werden. Ungeachtet dessen war Chelius sein Leben lang als Komponist tätig: Er komponierte Opern, Sinfonien, Kammermusik und Choräle.
Während seiner Ausbildungszeit als Sekondeleutnant im Leib-Garde-Husaren-Regiment lernte er bei einem Manövers in der Mark Brandenburg den damaligen Prinzen Wilhelm von Preußen, den späteren Kaiser Wilhelm II. kennen. In der Folge wurde Chelius zu einem der engsten persönlichen Freunde („Er [Chelius] ist ein Prachtmensch“) des (damals zweiten) Thronfolgers, auf dessen politische Haltung er auch Einfluss zu gewinnen begann. Der Prinz war dabei vor allem von der musikalischen Begabung Chelius’ – von dem der Kaiser meinte, dass sein „Klavierspiel Rubinstein fast gleichsteht“ und dass man „Staunen empfinden [müsse] über sein Talent“ – und seiner „ruhigen und vernünftigen Art“ beeindruckt. Nach seiner Thronbesteigung lud der nunmehrige Kaiser Chelius – der zu seinen und der Kaiserin liebsten Gesellschaftern gehörte – häufig zu Musikabenden im Berliner Stadtschloss und im Gebäude der Potsdamer Militärakademie in der Nähe des Neuen Palais. Während Chelius – der ganze Partituren frei aus dem Gedächtnis darbieten konnte – auf dem Klavier spielte, traten hochgestellte Persönlichkeiten wie Prinz Albert von Sachsen-Altenburg und Prinz Max von Baden als Sänger auf.
Am 7. Februar 1888 heiratete Chelius Hedwig von Puttkamer (1859–1923), eine Tochter des preußischen Innenministers Robert Viktor von Puttkamer und Nichte der Ehefrau des Reichskanzlers Otto von Bismarck, Johanna von Puttkamer. Aus der Ehe gingen vier Kinder hervor, darunter Wilhelm Victor (1889–1914), Harriet (* 1891) und Maximilian (1897–1917).
In den Jahren 1892 bis 1898 gehörte Chelius dem Großen Generalstab an. Während dieser Zeit wurde er 1897 zum Rittmeister befördert. 1899 erfolgte seine Ernennung zum Flügeladjutanten des Kaisers. Von 1899 bis 1905 bekleidete Chelius, der fließend Italienisch sprach, außerdem das Amt des Militärattachés an der deutschen Botschaft in Rom, wo ihm die Pflege der militärpolitischen Beziehungen zwischen den beiden, im Bündnissystem des Dreibundes miteinander verbündeten Staaten oblag. 1905 kehrte Chelius nach Berlin zurück. Von 1906 bis 1911 kommandierte er das Leib-Garde-Husaren-Regiment in Potsdam. In diesen Jahren, und verstärkt nach seiner offiziellen Rückkehr an den Hof 1911, hielt Chelius sich ständig in der unmittelbaren Umgebung des Kaisers auf. So begleitete er den Monarchen auch zweimal, in den Jahren 1906 und 1910, auf seine Nordlandfahrten auf der kaiserlichen Jacht Hohenzollern. 1911 folgte die Beförderung zum Generalmajor. Musikalisch tat Chelius sich in der Vorkriegszeit vor allem durch die populäre Oper Haschisch (1897; Text von Axel Delmar nach orientalischen Märchen) und die Oper Die vernarrte Prinzeß (1905; Text von Otto Julius Bierbaum) sowie durch Zusammenarbeit mit dem Regisseur Max Reinhardt hervor. Für dessen Inszenierungen am Deutschen Theater Berlin schuf er einige Schauspielmusiken.
Chelius stieg am 24. Januar 1911 zum diensttuenden General à la suite des Kaisers auf, avancierte am 17. Februar 1914 zum Generalleutnant und wurde am 3. Mai 1914 unter Belassung in seinem Verhältnis zum Militärbevollmächtigten am Hof in Sankt Petersburg ernannt. Zugleich war er der Person des Zaren Nikolaus II. detachiert und dessen Hauptquartier zugeteilt. Hier verblieb er bis zum Ausbruch des Ersten Weltkriegs im August desselben Jahres und vertrat die deutschen Interessen am Zarenhof. Nach seiner Rückkehr war er als Generaladjutant im Großen Generalstab, später im Generalgouvernement Belgien, tätig. Außerdem kehrte er in die militärische Gefolgschaft des Kaisers zurück, in dessen Umgebung er bis zum Zusammenbruch der Monarchie im Zuge der Novemberrevolution von 1918 blieb. Er war zudem über das Ende der Monarchie hinaus bis zum 8. Dezember 1919 Präses der General-Ordens-Kommission.
Nach dem Krieg und dem Abschied aus dem Militärdienst wandte Chelius sich wieder verstärkt seiner Arbeit als Komponist zu. In seinen letzten Lebensjahren komponierte er die Oper Magda-Maria, uraufgeführt 1920 in Dessau sowie Vertonungen dreier Gedichte von Rainer Maria Rilke.
Er starb, nachdem im Ersten Weltkrieg seine beiden Söhne gefallen waren und er seine Frau durch einen tragischen Unfall (Ertrinken im Königssee) im Mai 1923 verloren hatte, wenige Wochen nach seiner Frau in München. Oskar von Chelius wurde auf dem Bornstedter Friedhof in Potsdam-Bornstedt beigesetzt. Hier ruhen auch seine Frau Hedwig sowie der Sohn Maximilian und weitere Familienangehörige.

## Werke
- Drei Lieder für eine Singstimme mit Pianoforte. (No. 1. Seligkeit: „Die Bibel ist ein heilig Buch“. No. 2. „Wenn sich zwei Herzen scheiden“. No. 3. Frühling und Liebe: „Was grünt das Thal“.), op. 1. Berlin, 1888.
- Drei Lieder (No. 1. Stille Liebe. No. 2. Der schwere Abend. No. 3. Herzig Hexchen.), op. 2. Berlin.
- Drei Mädchenlieder, op. 3. Berlin.
- Fest-Marsch für Kavallerie-Musik, op. 4. Berlin, 1889.
- Barcarolle für Pianoforte, op. 6. Berlin, 1888.
- Drei Lieder für eine Singstimme mit Pianoforte. (No. 1. Der Buchenbaum: „Es steht im Walde ein Buchenbaum“. No. 2. „Von Grund des Herzens“. No. 3. Vorüber: „Mein Liebchen, wir sassen beisammen“.), op. 7. Berlin, 1889.
- Drei Lieder für eine Singstimme mit Begleitung des Klaviers (No.1. Ahnung (Felix Dahn), No. 2. Säerspruch (Conrad Ferdinand Meier), No. 3. Nachklingen (Osterwald)),  op. 8. Berlin.
- Drei Lieder für eine Singstimme mit Pianoforte. (No. 1. Waldritt: „Das war ein köstlich Reiten“. No. 2. Lied des Waisenknaben: „Bin ein armer Waisenknab’“. No. 3. „Weisst du noch, wie ich am Felsen“.), op. 9. Berlin, 1890.
- 2 Consolations für Pianoforte, op. 10. Leipzig,  1893.
- Sonate (G-Dur) für Pianoforte und Violine, op. 11. Leipzig, 1891.
- Marsch König Umberto, op. 12. Berlin, 1893.
- Drei Gedichte von Goethe für eine Singstimme mit Pianoforte. (No. 1. Das Schreien: „Einst ging ich meinem Mädchen nach“. No. 2. „Ihr verblühet, süsse Rosen“. No. 3. Wunsch eines jungen Mädchens: „O fände für mich ein Bräutigam sich“.), op. 13. Berlin, 1893.
- Gebetwasser („Geh' nicht hinaus zur Stunde“ (Carmen Sylva)), Lied, op. 14. Berlin, 1893.
- Haschisch. Oper in einem Aufzug. Musik von Siegfried Berger (Pseudonym von Oskar von Chelius). Dichtung von Axel Delmar. Uraufführung 17. Februar 1897 unter Ernst von Schuch in Dresden (Hofoper)
- Drei Gedichte für eine Singstimme mit Pianoforte. (No. 1. Die Äuglein: „Nun bin ich gekommen“. No. 2. Zu später Stunde: „Mein Sinn ist trunken“. No. 3. Die Bachstelze: „Die kleine flinke Müllerin“.), op. 16. Berlin, 1898.
- Die vernarrte Prinzeß (1904). Ein Fabelspiel in drei Aufzügen (Oper). Libretto: Otto Julius Bierbaum. Uraufführung 15. Januar 1905 in Schwerin, zweite Aufführungsserie im Mai 1905 in Wiesbaden.
- Bühnenmusik zu Heinrich von Kleist's "Prinz Friedrich von Homburg". Berlin, 1907.
- Requiem (Seele, vergiß sie nicht); Gedicht von Friedrich Hebbel für gemischten Chor und Orchester. Berlin, 1909.
- Andante für Violoncello und Klavier, op.23. Berlin, 1910.
- Schottische Sage. Ballade von Feodora, Prinzessin zu Schleswig Holstein, für eine Singstimme mit Begleitung des Pianoforte. Mainz, 1911.
- Drei Gedichte von Feodora, Prinzessin zu Schleswig Holstein, für eine Singstimme mit Begleitung des Pianoforte. No. 1. Einsam ... No. 2. Ein Märchen. No. 3. Wunderstrasse. Mainz 1911.
- Der 121. Psalm ("Ich hebe meine Augen auf zu den Bergen"); für gemischten Chor, Soli, Orgel und Orchester. Berlin, 1912.
- Drei Gedichte für eine Singstimme mit Pianoforte. (No. 1. Der Rose Sprache: „Stumm ist der roten Rose Sprache“. No. 2. „Wir sind allein, in deine Hände“. No. 3. Mondschein: „Im Schlafe liegt mein Schätzchen klein“.). Berlin, 1913.
- Bühnenmusik zu Paul Claudel’s "Verkündigung". UA: Hellerau, 1913.
- Vier Gedichte für eine Singstimme mit Pianoforte. (No. 1. Mein Grab: „Ich hab' ein Grab gegraben“. No. 2. Schlaflos: „Aus Träumen und Ängsten bin ich erwacht“. No. 3. Frage und Antwort: „Fragst du mich, woher die bange Liebe“. No. 4.  „Schlafen, schlafen, nichts als schlafen“), op. 24. Berlin, 1915.
- Bühnenmusik zu Johann Wolfgang von Goethe’s "Clavigo". Berlin, 1918.
- Heimkehr ("Er kehrte nicht heim" (Rainer Maria Rilke)), Lied für eine Singstimme und Pianoforte, op. 25.
- Drei Gedichte für eine Singstimme mit Pianoforte. (No. 1. Der dunkle Flecken: „Mein Lieb, du weisse Taube“. No. 2. „Zwei Wandrer gingen den Weg entlang“. No. 3. Dein Alles: „Ich möchte deine Blume sein“.), op. 26. Leipzig, 1920.
- Magda Maria (1920). Oper in 3 Aufzügen. Libretto: Max Treutler, op. 27. Uraufführung 1920 Dessau.
- Und Pippa tanzt! (1922; op. 28). Symphonische Dichtung (nach dem gleichnamigen Stück von Gerhart Hauptmann)

Quelle: